# Wereldkampioenschappen synchroonzwemmen 2025 – Gemengd duet vrije routine
De vrije routine voor duetten tijdens de wereldkampioenschappen synchroonzwemmen 2025 vond plaats op 25 juli 2025 in de World Aquatics Championships Arena in Singapore.

## Uitslag
| Rang   | Namen                                         | Land                | Punten   |
| ------ | --------------------------------------------- | ------------------- | -------- |
| Goud   | Dennis González Iris Tió                      | Spanje              | 323,8563 |
| Zilver | Aleksandr Maltsev Olesia Platonova            | Neutrale vlag       | 323,4438 |
| Brons  | Ranjuo Tomblin Isabelle Thorpe                | Verenigd Koninkrijk | 322,0583 |
| 4      | Filippo Pelati Lucrezia Ruggiero              | Italië              | 315,9598 |
| 5      | Gustavo Sánchez Emily Minante                 | Colombia            | 282,9484 |
| 6      | Nicolás Campos Theodora Garrido               | Chili               | 277,8287 |
| 7      | Guo Muye Liu Jinhan                           | China               | 256,8216 |
| 8      | Kantinan Adisaisiributr Pongpimporn Pongsuwan | Thailand            | 254,7522 |
| 9      | Frithjof Seidel Maria Denisov                 | Duitsland           | 203,1574 |
| 10     | José Borges Talía Joa                         | Cuba                | 142,1834 |
| –      | Eduard Kim Nargiza Bolatova                   | Kazachstan          | DNS      |